# Anthurium galactospadix
Anthurium galactospadix är en kallaväxtart som beskrevs av Thomas Bernard Croat. Anthurium galactospadix ingår i släktet Anthurium och familjen kallaväxter. Inga underarter finns listade.